# Loch Ness
Il Loch Ness o Lago Ness (in gaelico, Loch Nis) è un lago d'acqua dolce delle Highlands scozzesi, situato a sud-ovest di Inverness Questo lago è noto per i presunti avvistamenti del mitico Nessie, il mostro di Loch Ness.

## Etimologia
Loch Ness prende il nome dal fiume Ness che scorre dall'estremità settentrionale del lago. Il nome del fiume deriva probabilmente da un'antica parola celtica che significa "ruggente".
William Mac Kay nel suo libro "Urquhart and Glenmoriston: Olden times in a highland Parish", pubblicato nel 1914, afferma che l'origine del nome deriva da un'antica leggenda scozzese che contiene la frase "Tha loch 'nis ann, tha loch 'nis ann!" ("C'è un lago adesso, c'è un lago adesso!").

## Geografia

### Geografia fisica

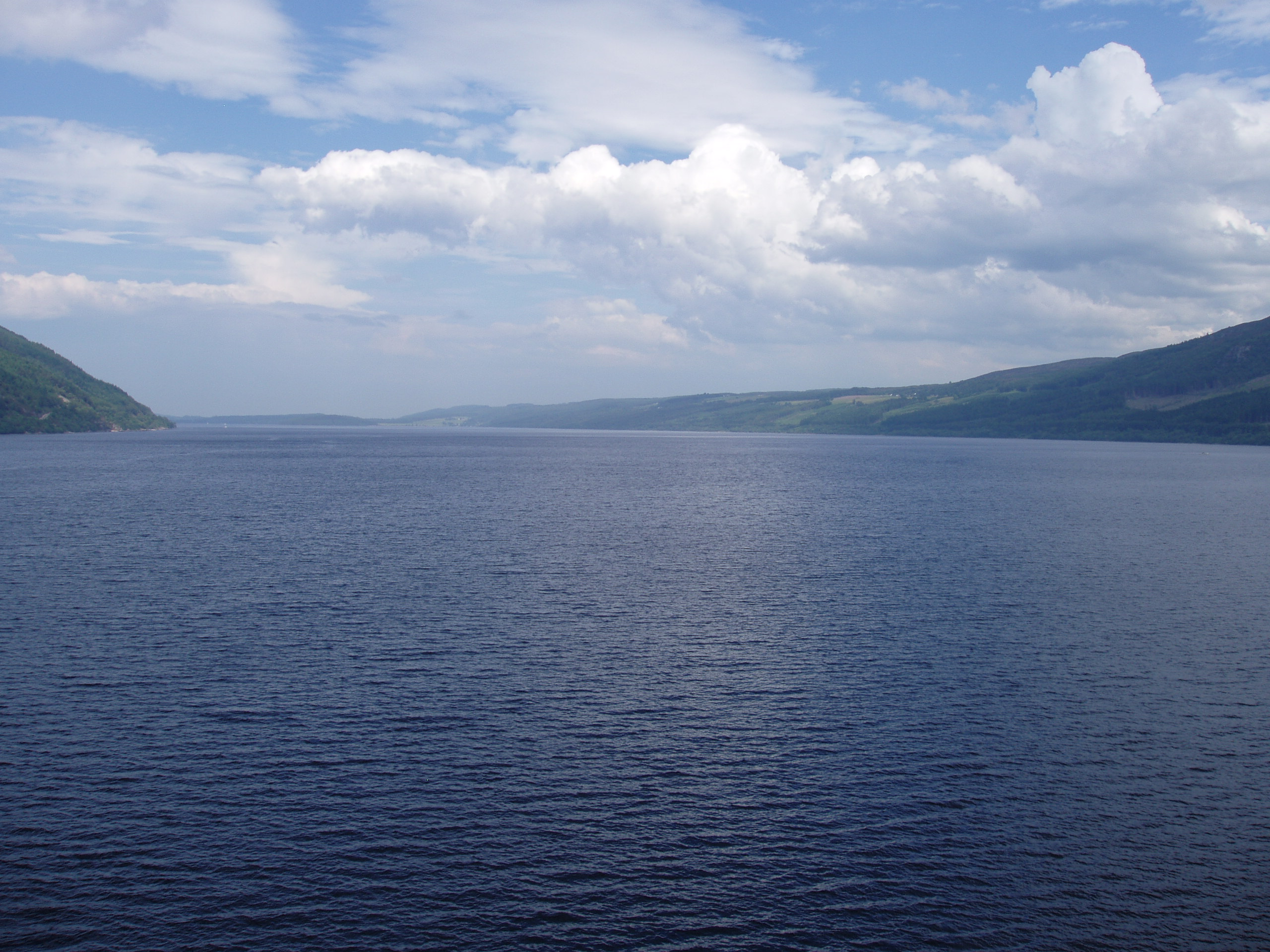
Urquhart Bay ed il Loch Ness visti dalla Grant's Tower del Castello di Urquhart

È collegato all'estremità meridionale tramite il fiume Oich ed il Canale di Caledonia al Loch Oich. All'estremità settentrionale c'è il Bona Narrows, che si apre nel Loch Dochfour, che alimenta il fiume Ness e un'ulteriore sezione del canale fino a Inverness, portando infine al Mare del Nord attraverso il Moray Firth. È uno di una serie di corpi d'acqua torbidi e interconnessi in Scozia; la sua visibilità in acqua è eccezionalmente bassa a causa dell'elevato contenuto di torba nel terreno circostante.
Con 56 km² il Loch Ness è il secondo lago scozzese più grande per superficie dopo il Loch Lomond, tuttavia grazie alla sua elevata profondità è il più grande per volume delle isole britanniche. Il suo punto più profondo è di 230 m, rendendolo il secondo lago più profondo della Scozia dopo il Loch Morar. Un sondaggio del 2016 affermava di aver scoperto una fessura che si estendeva fino a una profondità di 271 m, ma ulteriori ricerche hanno determinato che si trattava di un'anomalia del sonar. Contiene più acqua di tutti i laghi dell'Inghilterra e del Galles messi insieme ed è il più grande specchio d'acqua della valle Great Glen, che va da Inverness a nord a Fort William a sud.
All'estremità sud-occidentale del lago, vicino a Fort Augustus, vi è un'isola, Cherry Island. Essa è un crannóg e fu probabilmente costruita durante l'età del ferro. In precedenza c'era una seconda isola, Dog Island, ma questa fu sommersa quando il livello dell'acqua venne alzato durante la costruzione del Canale di Caledonia.

### Luoghi e villaggi
| Nord | Lochend                                                       | Lochend                                        |
| Rive | Ovest                                                         | Est                                            |
| Rive | - Abriachan - Drumnadrochit - Urquhart Castle - Invermoriston | - Dores - Inverfarigaig - Foyers - Whitebridge |
| Sud  | Fort Augustus                                                 | Fort Augustus                                  |

A Drumnadrochit si trova il «Loch Ness Centre and Exhibition», che esamina la storia naturale e la leggenda del Loch Ness. Le crociere in barca operano da varie località sulla riva del lago, dando ai visitatori la possibilità di cercare il "mostro".
Il castello di Urquhart si trova sulla costa occidentale, a 2 km ad est di Drumnadrochit.
I fari si trovano a Lochend (Bona Lighthouse) ed a Fort Augustus.

## Il mostro di Loch Ness
Il Loch Ness è conosciuto come la casa del mostro di Loch Ness (noto anche come "Nessie"), un criptide. È simile ad altri presunti mostri lacustri della Scozia e del resto del mondo, sebbene la sua descrizione vari da un resoconto all'altro. L'interesse popolare e la credenza nell'esistenza dell'animale cambiarono quando fu portato per la prima volta all'attenzione nazionale nel 1933 e del mondo nel 1934, a seguito della pubblicazione di due foto, spacciate come dimostrazione dell'esistenza del criptide, la seconda di un modellino di collo di serpente montata su un sottomarino giocattolo.

## Geologia
Loch Ness si trova lungo la Faglia Great Glen, che forma una linea di debolezza nelle rocce scavate dalle erosioni glaciali, formando la valle omonima ed i bacini dei Loch Lochy, Loch Oich e Loch Ness.

## Caratteristiche
Loch Ness funge da serbatoio di stoccaggio inferiore per lo schema idroelettrico a pompaggio di Foyers, che è stato il primo del suo genere nel Regno Unito. Le turbine erano originariamente utilizzate per fornire energia a un vicino impianto di fusione dell'alluminio, ma ora l'elettricità viene generata e fornita alla rete nazionale. Un altro schema, il Glendoe Hydro Scheme da 100 megawatt, vicino a Fort Augustus, ha iniziato la produzione nel giugno del 2009, salvo un periodo fuori servizio tra il 2009 ed il 2012 per la riparazione delle gallerie che collegano il serbatoio alle turbine.
All'estremità sud-ovest del lago, vicino a Fort Augustus, vi sono alcuni crannóg (isole artificiali, generalmente riconducibili all'età del ferro).

## Specie di pesci
Le seguenti specie di pesci sono originarie del Loch Ness. Un certo numero di altri come il persico o il triotto sono stati introdotti nel Loch o nel Canale di Caledonia con vari livelli di successo.
| Anguilla europea       | Anguilla anguilla                                                                                               |
| Luccio                 | Esox lucius |
| Storione comune        | Acipenser sturio (non confermato nel lago, ma conosciuto nel Beauly–Moray Firth, che è connesso dal Fiume Ness) |
| Spinarello             | Gasterosteus aculeatus.                                                                                         |
| Lampreda di ruscello   | Lampetra planeri                                                                                                |
| Sanguinerola           | Phoxinus phoxinus                                                                                               |
| Salmone dell'Atlantico | Salmo salar |
| Trota                  | Salmo trutta |
| Trota ferox            | Salmo trutta var. ferox                                                                                         |
| Salmerino alpino       | Salvelinus alpinus                                                                                              |